# Wardlow (métro de Los Angeles)
Pour les articles homonymes, voir Wardlow.
Wardlow est une station du métro de Los Angeles située à Long Beach et desservie par les rames de la ligne A.

## Localisation
Station du métro de Los Angeles située en surface, Wardlow est située sur la ligne A. Elle est en outre située dans la ville de Long Beach à l'intersection de Warwlow Road et Pacific Place peu au sud de l'Interstate 405.

## Histoire
Wardlow a été mise en service le 14 juillet 1990 lors de l'ouverture de la ligne.

## Service

### Desserte
Wardlow est desservie par les rames de la ligne A du métro.

### Intermodalité
La station est desservie par les lignes d'autobus 131, 181 et 182 de Long Beach Transit (en).